# Kaleva (Tampere)

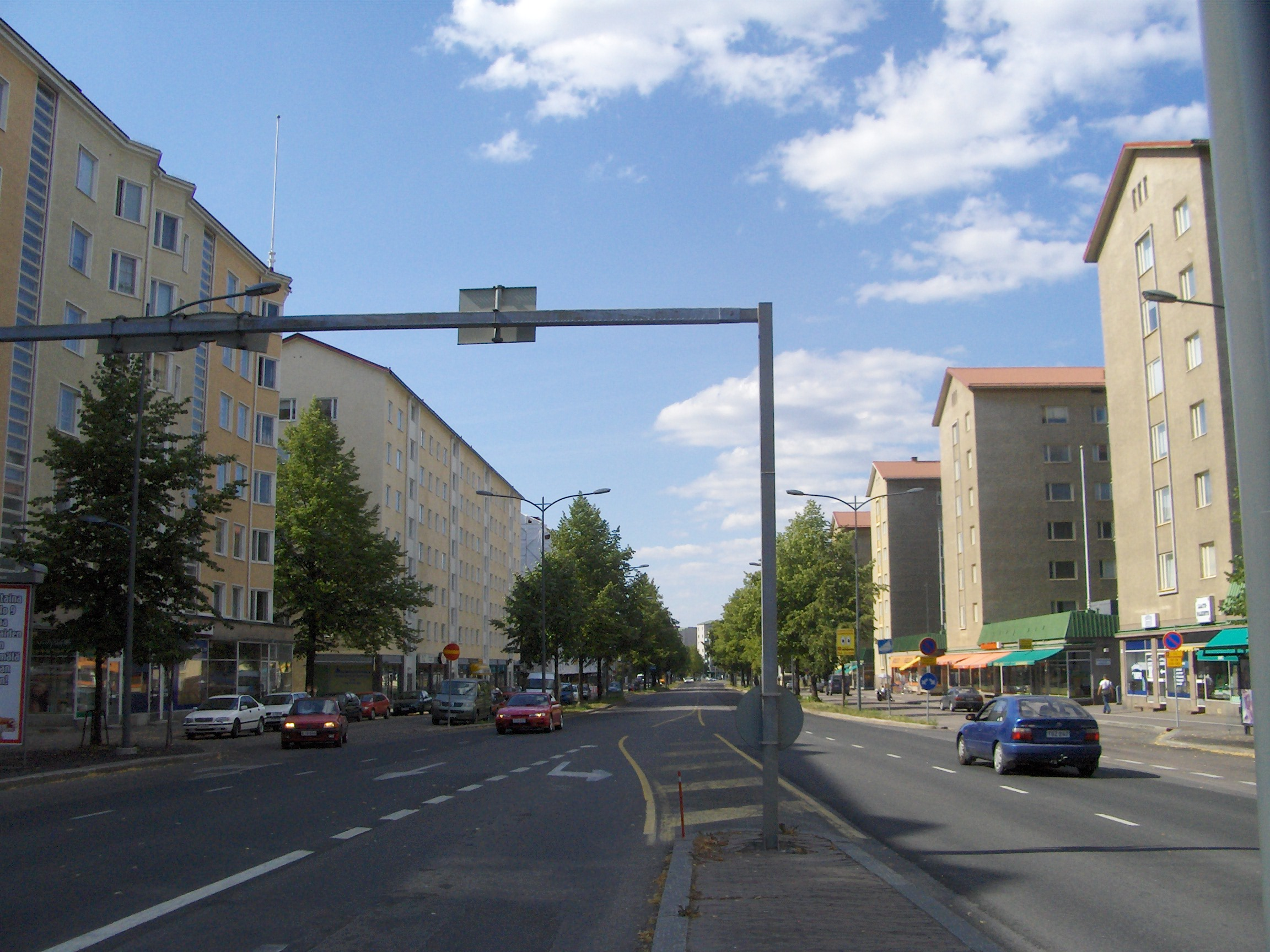
Straße Sammonkatu

Kaleva ist ein Stadtteil im Osten der finnischen Stadt Tampere.
Er baut sich aus drei statistisch-technischen Gebieten auf: dem eigentlichen Kaleva, Liisankallio und Kalevanrinne. Der Stadtteil zählt ungefähr 9000 Seelen (2012).
Die bemerkenswerteste Sehenswürdigkeit ist die Kaleva-Kirche, die zwischen 1959 und 1966 entstand. In Kaleva befinden sich auch das größte Schwimmbad der Stadt, Kalevan uintikeskus, und viele Schulen. Ein großer Teil der Einwohner sind entweder Rentner oder Studenten der in und um Kaleva sich befindenden Bildungseinrichtungen: der Berufsschulen, der Berufshochschule TAMK und der Universität Tampere. Die größten Straßen sind Teiskontie und Sammonkatu, an denen es viele kleine Läden, Kneipen und Restaurants gibt.
Der Name Kaleva stammt aus dem finnischen Nationalepos Kalevala. Kaleva und seine Söhne waren Riesen in der fenno-ugrischen Mythologie. Viele Straßen in Kaleva sind ebenfalls nach Helden des Epos benannt, wie beispielsweise Lemminkäisenkatu, Ilmarisenkatu und Väinämöisenkatu (fi.: „-katu“ dtsch.: „-straße“).

## Geschichte

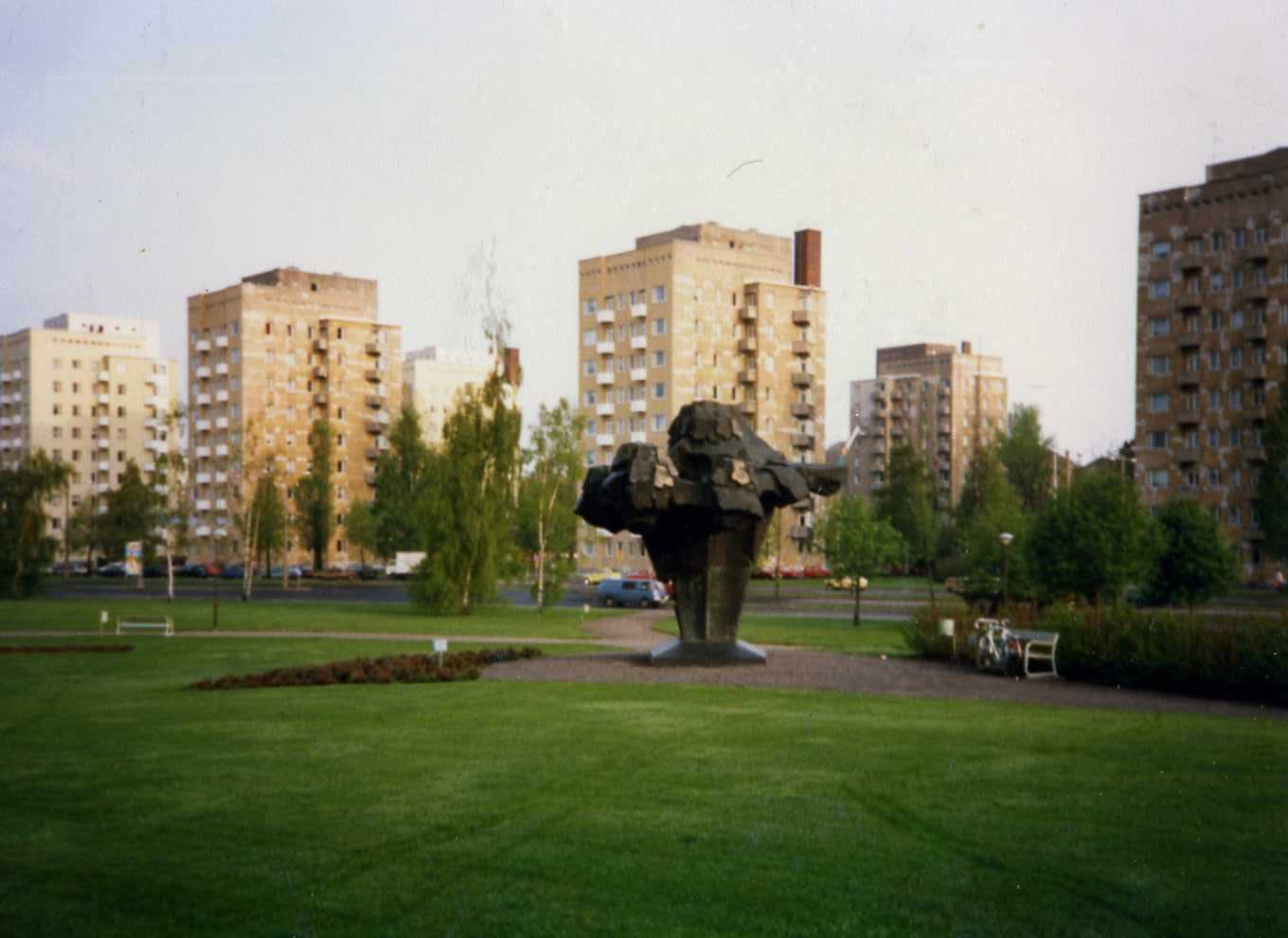
„Türme von Kaleva“

1880 gab es in Kaleva und in dem anliegenden Ortsteil Tammela insgesamt nur 30 Haushalte mit 202 Einwohnern. Die meisten davon befanden sich in Tammela, Kaleva war also noch kaum besiedelt. Ab 1890 verkaufte die Stadt Tampere Grundstücke in Kaleva, und zwischen 1890 und 1900 entstanden dort sogar vier Ziegelbrennereien. Der größte Teil des Landes war allerdings immer noch Ackerboden und Weideland für das Vieh.
Noch am Anfang des 20. Jahrhunderts gab es nur einige wenige Häuser in Kaleva, nach dem Zweiten Weltkrieg gab es aber einen großen Bedarf an Wohnungen; das heutige Kaleva wurde in kaum 30 Jahren errichtet.
Flüchtlinge aus dem östlichen Karelien, aus Gebieten, die mit dem Krieg an die Sowjetunion verloren gingen, und die zurückkehrenden Soldaten mit ihren Familien brauchten schnell Wohnraum, deswegen wurden kurzfristig Häuser, die sogenannten pikatalot (fi. etwa: Schnell-/Fertighäuser), in Kaleva gebaut. Sie waren nur für den ersten Bedarf gedacht, standen aber noch 50 Jahre später. Erst 1995 wurden die letzten „Schnellhäuser“ abgebaut.
In Kaleva finden sich auch die in Tampere sehr bekannten Hochhäuser Kalevan tornit („Türme von Kaleva“). Die funktionalistischen Häuser waren mit ihren neun Stockwerken die höchsten ihrer Zeit in Tampere.

## Kultur

### Kaleva-Kirche

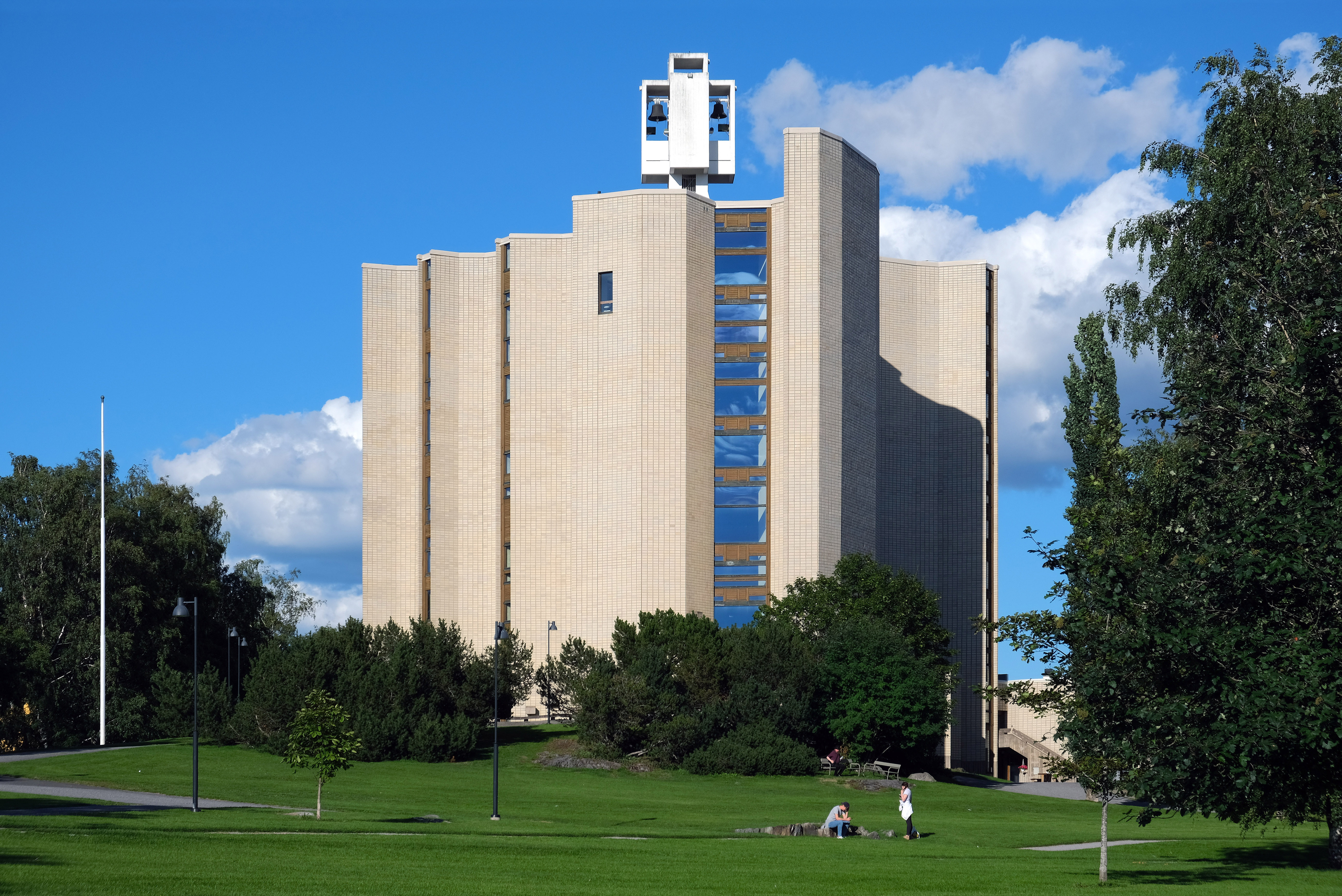
Kaleva-Kirche

Die Kaleva-Kirche (Kalevan kirkko) ist das Wahrzeichen von Kaleva. Sie wurde von den finnischen Architekten Reima und Raili Pietilä entworfen und zwischen 1964 und 1966 erbaut. Das Architektenpaar schuf auch die Ausstattung und die Altarskulptur der Kirche.
Die Form der Kirche ähnelt – von oben betrachtet und in seinem Grundriss – einem alten christlichen Symbol, einem Fisch. Der 30 Meter hohe Kirchensaal mit seinen hohen Fenster, hellen Tönen und gebogenen Formen ist licht und geräumig. Der Altar, die Sitzbänke, der Orgelprospekt und andere hölzerne Teile der Kirche sind aus finnischem Kiefernholz gefertigt. Die Außenfläche ist aus naturweißem Ziegelstein. Die drei Kirchenglocken wurden in der DDR hergestellt.
Die Kirche hat drei Stockwerke. Die Fläche der ganzen Kirche beläuft sich auf 3600 m², der Kirchensaal ist 1200 m² groß. Im Kirchensaal gibt es ungefähr 1120 Sitzplätze, davon 115 für den Chor.
In der Kaleva-Kirche werden häufig Gottesdienste abgehalten. Es  befinden sich dort auch Räume, in denen sich verschiedene Gruppen der Gemeinde versammeln können.
Die Kaleva-Kirche steht seit 2006 unter dem Schutz der finnischen Museumsbehörde Museovirasto. Laut Museovirasto ist sie „das monumentalste Beispiel der neueren Kirchenarchitektur in Finnland“.

### Schwimmzentrum
In Kaleva befindet sich das größte Schwimmbad der Stadt, Tampereen uintikeskus („Schwimmzentrum Tampere“). Das Gebäude wurde 1980 nach dem Entwurf der Architekten Helin, Siitonen, Laiho und Lindh fertiggestellt. Die Außenarchitektur repräsentiert Rationalismus. Im Schwimmzentrum gibt es ein Kinderbecken, ein Becken für Schwimmunterricht und ein 50 Meter langes Schwimmbecken mit acht Bahnen.
Ein vom Architekten Eero Lahti entworfener Ausbau des Schwimmzentrums wurde 2007 eröffnet. Darin stehen ein 25 Meter langes Schwimmbecken mit sechs Bahnen und ein Sprungbecken zur Verfügung.

### Schulen
Kaleva ist ein Stadtteil vieler Schulen. Zu diesen gehören beispielsweise die finnischen Grundschulen (Klassen 1 bis 9) Sammon koulu, Kalevanpuiston koulu und Liisanpuiston koulu sowie die gymnasialen Oberstufen Sammon keskuslukio und Kalevan lukio. In der Sammon koulu gibt es Klassen mit vertieftem Deutschunterricht ab der siebten Klassenstufe. Bei Kalevanpuiston koulu und Liisanpuiston koulu liegt der Schwerpunkt bei Sonderunterricht für Kinder mit besonderen Lernbedürfnissen, unter anderen hörgeschädigte Kinder. Die Sammon keskuslukio hat Gruppen auch für Erwachsene.

### Sampola
Im sogenannten Sampola-Gebäude befinden sich die älteste Volkshochschule in Finnland, Tampereen työväenopisto, sowie die Ortsteil-Bibliothek Sampolan kirjasto. Bis Juli 2011 gab es dort auch eine allgemeinbildende Schule, Sampolan koulu.
Sampola entstand 1962 auf einem keilförmigen Grundstück. Die verantwortlichen Architekten waren Timo Penttilä und Kari Virta. Laut Experten ist der Einfluss von Alvar Aalto im bildhauerischen Design der Innenräume zu sehen. Die Architektur ähnelt auch den Werken von Le Corbusier, weil ein Teil des Gebäudes auf Säulen steht.

### Deutschsprachige Kindergartengruppe
Im Kindergarten Kalevan päiväkoti gibt es deutschsprachige Gruppen für Kinder zwischen drei und sechs Jahren sowie eine deutschsprachige Vorschule.
Die erste deutschsprachige Kindergartengruppe in Tampere begann bereits 1987 im Stadtzentrum auf Initiative des Finnisch-Deutschen Vereins Tampere. Am Anfang war die Gruppe hauptsächlich für zweisprachige Kinder vorgesehen und für diejenigen, deren Familien längere Zeit in deutschsprachigen Ländern gewohnt hatten. Heutzutage kommen ungefähr 50 Prozent der Kinder aus finnischsprachigen Familien. Die Interessen der Kinder und Schüler in der Kindergartengruppe sowie in den Schulen mit verstärktem Deutschunterricht werden heute in Tampere von einem Elternverein für deutschsprachige Erziehung vertreten.